# Catedral de Corpus Christi (Corpus Christi)
La Catedral de Corpus Christi (en inglés: Corpus Christi Cathedral) es una catedral ubicada en Corpus Christi, Texas, Estados Unidos. Es la sede de la diócesis de Corpus Christi de la Iglesia católica.
En los primeros años de Corpus Christi, los sacerdotes venían de lugares tan lejanos como Laredo y Victoria para atender las necesidades pastorales de los católicos en la zona. Porque no había edificio para iglesia la misa fue celebrada en casas particulares.
El 28 de agosto de 1874, el Vicariato Apostólico de Brownsville fue establecida por el Papa Pío IX.  El reverendo Dominic Manucy fue nombrado vicario apostólico, sin embargo, a causa de los conflictos en Brownsville residió en Corpus Christi. Viendo que la iglesia de Saint Patrick tenía necesidad de reparaciones otra iglesia fue construida en la misma propiedad. La nueva iglesia estaba lista para su uso en noviembre de 1882. El 23 de marzo de 1912, San Pío X creó la Diócesis de Corpus Christi  y St. Patrick se convirtió en la catedral de la nueva diócesis.
La primera piedra de una nueva catedral fue colocada el 1 de marzo de 1940 y se dedicó por el obispo Emmanuel Ledvina en julio del mismo año. El Papa Pío XII hizo saber que deseaba que el nombre de la catedral se cambiarse a Corpus Christi, por lo que fue renombrada así.